# Биг Дэдди Кейн
Антонио Харди (более известный под творческим псевдонимом Биг Дэдди Кейн  (англ. Big Daddy Kane), род. 10 сентября 1968) — американский рэпер, который начал свою карьеру в 1986 году как член рэп-группы Juice Crew. Его считают одним из самых умелых и оказавших наибольшее влияние MC в хип-хопе. Его творческий псевдоним переводится, как «Большой папочка Кейн». Сам рэпер объяснил его так: первая часть имени, «The Big Daddy», и вторая часть, «Kane», произошли от разных источников. «Kane» связан с моей любовью к фильмам о боевых искусствах, которые я смотрел в детстве. «The Big Daddy» — это имя персонажа, которого играл Винсент Прайс в фильме «Пляжная вечеринка». Журнал Rolling Stone поставил его песню «Ain’t No Half-Steppin» на 25 место в списке 50 величайших хип-хоп песен за всё время, назвав Кейна «словесным мастером конца золотой эпохи рэпа и человеком, оказавшим огромное влияние на целое поколение рэперов».

## Биография

### 1980-е
В 1984 году Кейн подружился с Biz Markie, которому он позднее поможет написать наиболее известные хиты Биза. Оба в итоге стали важными участниками основанной в Куинсе группы Juice Crew, коллектива возглавляемого известным продюсером Marley Marl. Kейна подписали на лейбл Cold Chillin' Records в 1987 и в том же году он выпустил свой дебютный сингл «Raw», который стал андерграунд хитом. Кейн известен своей способностью синкопировать на быстрых хип-хоп битах, и, несмотря на то, что у него астма, его считают одним из изобретателей быстрого рэпа. Его чувство стиля тоже довольно известно, так как в конце 80-х и начале 90-х Кейн задавал тренды в хип-хоп моде (велюровый костюм, кольцо на четыре пальца руки, стрижка «площадка»). Его творческий псевдоним расшифровывается как King Asiatic Nobody’s Equal.
Свой дебютный альбом Long Live the Kane, главным хитом с которого стала песня «Ain’t No Half Steppin», он выпустил летом 1988 на лейбле Cold Chillin' Records. В следующем году Кейн выпустил свой второй, самый успешный в его карьере альбом It’s a Big Daddy Thing, в который вошли такие хиты как «Smooth Operator» и спродюсированный Teddy Riley «I Get the Job Done», который попал в топ 40 R&B хитов 80х. Кейн также отметился памятным куплетом на спродюсированной Marley Marl «The Symphony», в записи которой приняли участие участники Juice Crew — Craig G, Masta Ace, и Kool G Rap.

### 1990-е
Кейн участвовал в альбоме Пэтти ЛаБель 1991 года «Burnin». Он исполнил рэп куплет в сингле «Feels Like Another One».
Он записал песню «Nuff Respect» для саундтрека к фильму Juice, в котором снялись Omar Epps и Tupac Shakur.
В 1991 Кейн получил премию Грэмми за своё выступление на совместном проекте Quincy Jones «Back on the Block».
Получив широкое признание в качестве одного из величайших рэперов золотой эры хип-хопа (1986—1997),Кейн стал экспериментировать с R&B жанром, что вызвало много критики. Последующие альбомы, такие, как Looks Like a Job For…были тепло приняты, но Кейн уже не мог достичь такого коммерческого и творческого успеха, как у It’s a Big Daddy Thing. Тем не менее, он по сей день даёт туры.
В качестве актёра Кейн дебютировал в фильме 1993 года Posse, затем снялся в фильме Meteor Man. Также он позировал для журнала Playgirl и для книги Мадонны «Sex».
В начале 90х Jay-Z ездил в турне с Кейном. Кейн помогал ему в начале его карьеры. Ice-T: «Я встретил Jay-Z через Кейна. Кейн привёл его ко мне домой.» Сам Кейн говорит, что Jay не был его хайп-меном в истинном смысле этого слова: "Он не был хайп-меном, он, по сути, просто ненадолго появлялся на сцене. Когда я уходил со сцены, чтобы переодеться, я звал Jay-Z и Positive K чтобы они выступали, пока я не вернусь. Jay-Z также появился в песне Кейна «Show & Prove» в альбоме Daddy’s Home (1994), и в видео на эту песню.
В 1998 он выпустил свой последний соло альбом «Veteran’z Day». Альбом получил смешанные отзывы и не очень хорошо продавался. Тем не менее, Кейн продолжил читать рэп в 2000-х.

### 2000-е
в 2004 году, песня «Warm It Up, Kane» появилась в игре Grand Theft Auto: San Andreas, и её можно было услышать на Playback FM — радиостанции классического хип-хопа. Имя «Кейн» даже использовалось в игре в качестве имени лидера враждующей с бандой, к которой принадлежал главный герой. В 2005 Кейна наградили на церемонии VH1 Hip-Hop Honors. После нарезки всех хитов Кейна, исполненных T.I., Black Thought, и Common, Кейн сам вышел на сцену, чтобы исполнить «Warm It Up, Kane» со своими танцорами Scoob и Scrap Lover. В 2008 у него было камео в клипе The Game «Game’s Pain». В песне Game сослался на тот факт, что Jay-Z когда-то был хайп-меном Кейна: «Ask a Jay-Z fan about Big Daddy Kane,Don’t know him,Game gon' show 'em». В 2013 году Кейн стал участником группы «Las Supper». Заявлялось, что этот проект будет иметь классическую Хип-Хоп и R'n'B атмосферу. Альбом «Back to the Future» вышел 26 марта 2013 и теперь доступен в скачиваемом формате mp3 на iTunes и Amazon Store.

## Влияние
Кейн — уважаемый человек на Восточном побережье США. Он считается одним из самых влиятельных и искусных рэперов золотой эпохи. MTV дали ему 7 место в своём списке величайших MC всех времен. Kool Moe Dee поместил его на 4 место в своей книге There’s A God On The Mic: The True 50 Greatest MCs. About.com поместил его на третье место в своём списке «Top 50 MCs of Our Time» и RZA сказал, что Кейн — один из его самых любимых MC. The Source дали ему 8 место в своём списке. Сайт Allmusic говорит, что «Работы Кейна являются частью лучшего хип-хопа того времени и его пропитанный сексом образ оказал огромное влияние на множество будущих рэперов». Kool Moe Dee описывает его как «одного из самых копируемых МС всех времен». Ice-T: «Для меня Кейн до сих пор является одним из лучших рэперов. Я бы поставил Кейна против любого рэпера в хип-хоп битве. Jay-Z, Nas, Eminem — против любого из них. Я бы взял его песню „Raw“ из 1988 и поставил бы её против любой сегодняшней песни. Кейн — один из самых невероятных лириков…и он поглотит вас, когда в его руках микрофон. Я бы не пытался сделать круче, чем Кейн. Он на голову выше всех остальных.». Его первые два альбома считаются классикой Хип-Хопа. Журнал Rolling Stones отмечает, что «он постоянно получает похвалу от критиков.». Eminem упоминает Кейна в песне «Yellow Brick Road» из альбома Encore: «we (Eminem and Proof) was on the same shit, that Big Daddy Kane shit, where compound syllables sound combined». Те же самые строчки он цитирует в своей книге The Way I Am — это показывает влияние Кейна на технику как Eminem, так и Proof.

## Дискография
- Long Live the Kane (1988)
- It’s a Big Daddy Thing (1989)
- Taste of Chocolate (1990)
- Prince of Darkness (1991)
- Looks Like a Job For… (1993)
- Daddy’s Home (1994)
- Veteranz' Day (1998)

## Интересные факты
- Часто думают, что Marley Marl спродюсировал весь дебютный альбом Кейна, но он является продюсером только одной песни — Long Live the Kane. Все остальные песни в альбоме, по заявлениям Кейна, он спродюсировал сам. На момент выхода альбома Кейну было всего 19 лет, и единственное о чём он думал в то время было то, как заработать денег, поэтому было принято решение выпустить альбом с припиской «Produced by Marley Marl», так как в те времена такое заявление как минимум гарантировало большие продажи, учитывая популярность Marley Marl.
- Припев в песне The Day You’re Mine в альбоме Long Live The Kane должен был исполнить TJ Swan — один из самых востребованных R’n’B голосов в хип-хопе тех лет, а по совместительству — напарник Кейна в коллективе Juice Crew. К сожалению, накануне записи между двумя музыкантами произошла ссора, поэтому припев был исполнен самим Кейном.
- В конце 1980-х чуть не случился рэп биф в истории жанра — между Кейном и Rakim. В самых популярных песнях обоих артистов прозвучали строчки, которые многие расценили как обмен скрытыми угрозами в адрес друг друга. Дошло всё до того, что у обоих наготове были песни, с которыми они собирались выступить против друг друга. Но всё закончилось телефонным звонком, в котором две легенды уладили все недопонимания.